# Gmina Zielonki
Gmina Zielonki es una comunidad rural (polaco: gmina) en distrito de Cracovia, voivodato de Pequeña Polonia, al este del país. Su sede es el pueblo de Zielonki, que se encuentra aproximadamente 7 km al norte de la capital regional Cracovia. La gmina cubre un área de 48.4 km2 y en 2006 su población total era de 15 740 personas.  La gmina contiene parte del área protegida llamada Parque Paisajístico de Dłubnia.

## Poblaciones
Gmina Zielonki contiene los pueblos y asentamientos de Batowice, Bibice, Boleń, Bosutów, Brzozówka, Dziekanowice, Garlica Duchowna, Garlica Murowana, Garliczka, Grębynice, Januszowice, Korzkiew, Osiedle Łokietka, Owczary, Pękowice, Przybysławice, Trojanowice, Węgrzce, Wola Zachariaszowska y Zielonki.

## Gminas vecinas
La gmina Zielonki limita con la ciudad de Cracovia y por las gminas de Iwanowice, Michałowice, Skała y Wielka Wieś.